# Liste der Auslandsvertretungen von Belarus

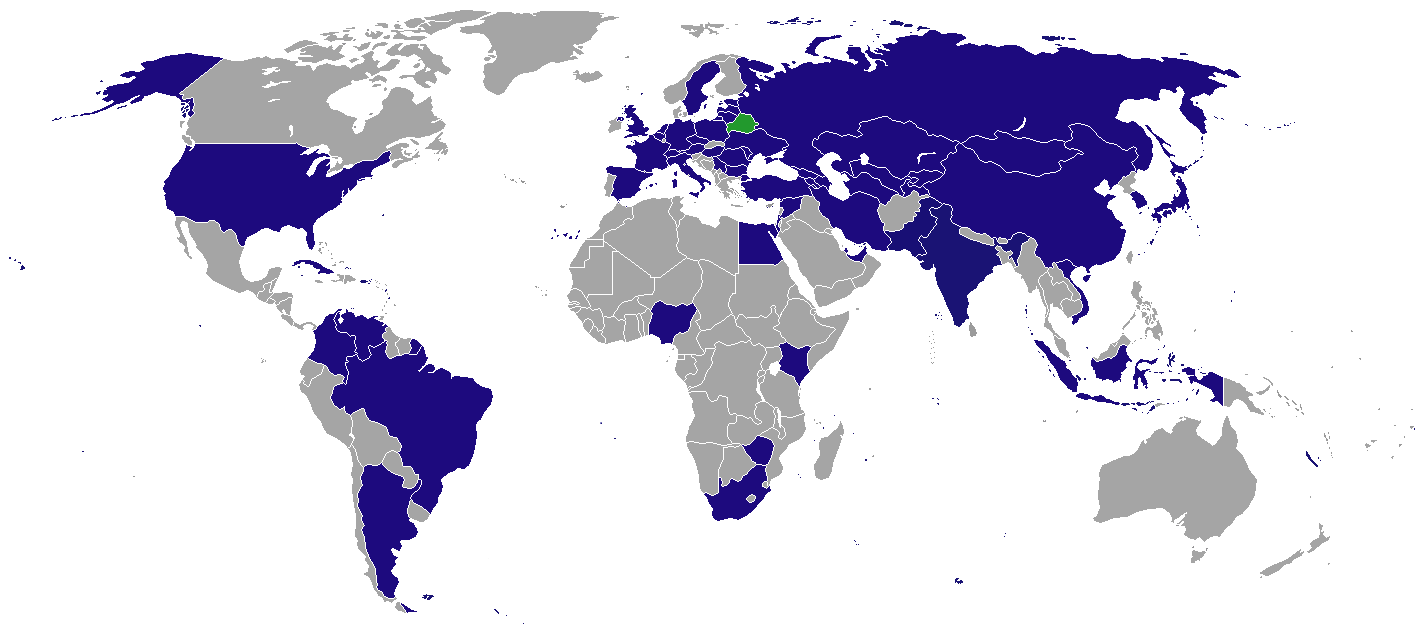
Standorte der diplomatischen Vertretungen von Belarus

Dies ist eine Liste der diplomatischen Vertretungen von Belarus.

## Diplomatische Vertretungen

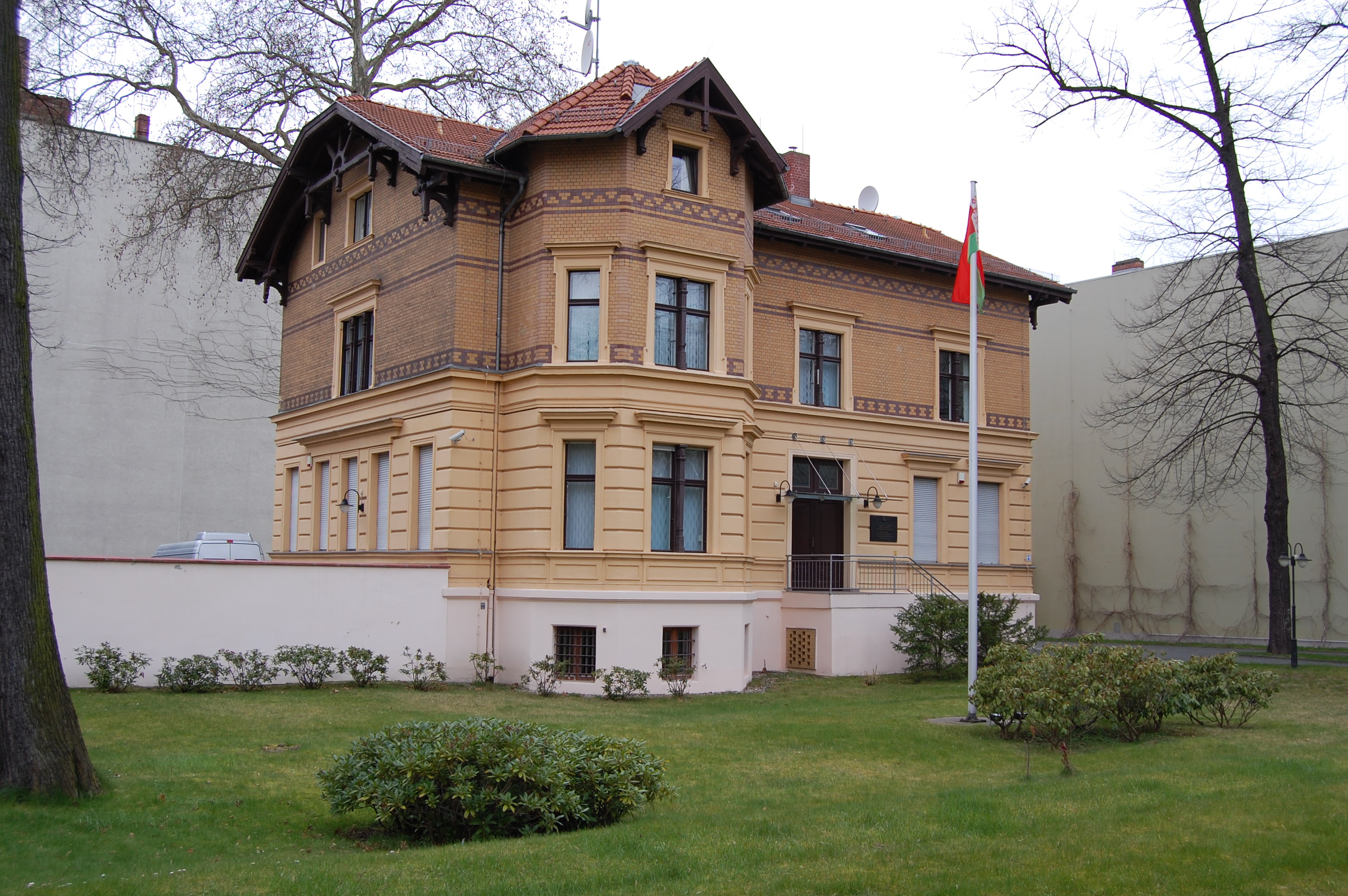
Belarussische Botschaft in Berlin

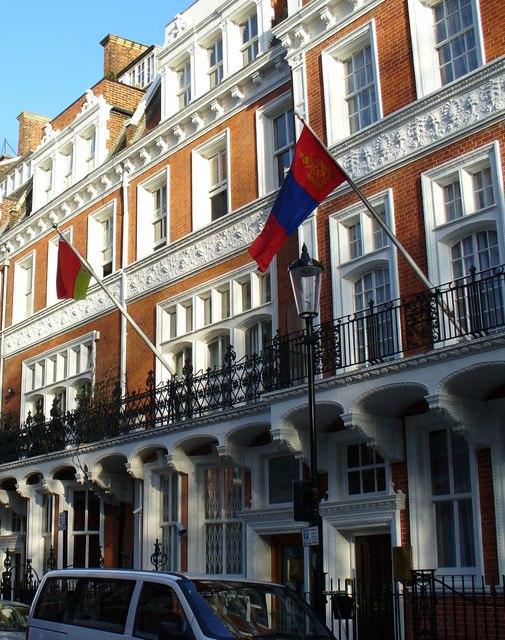
Belarussische Botschaft in London

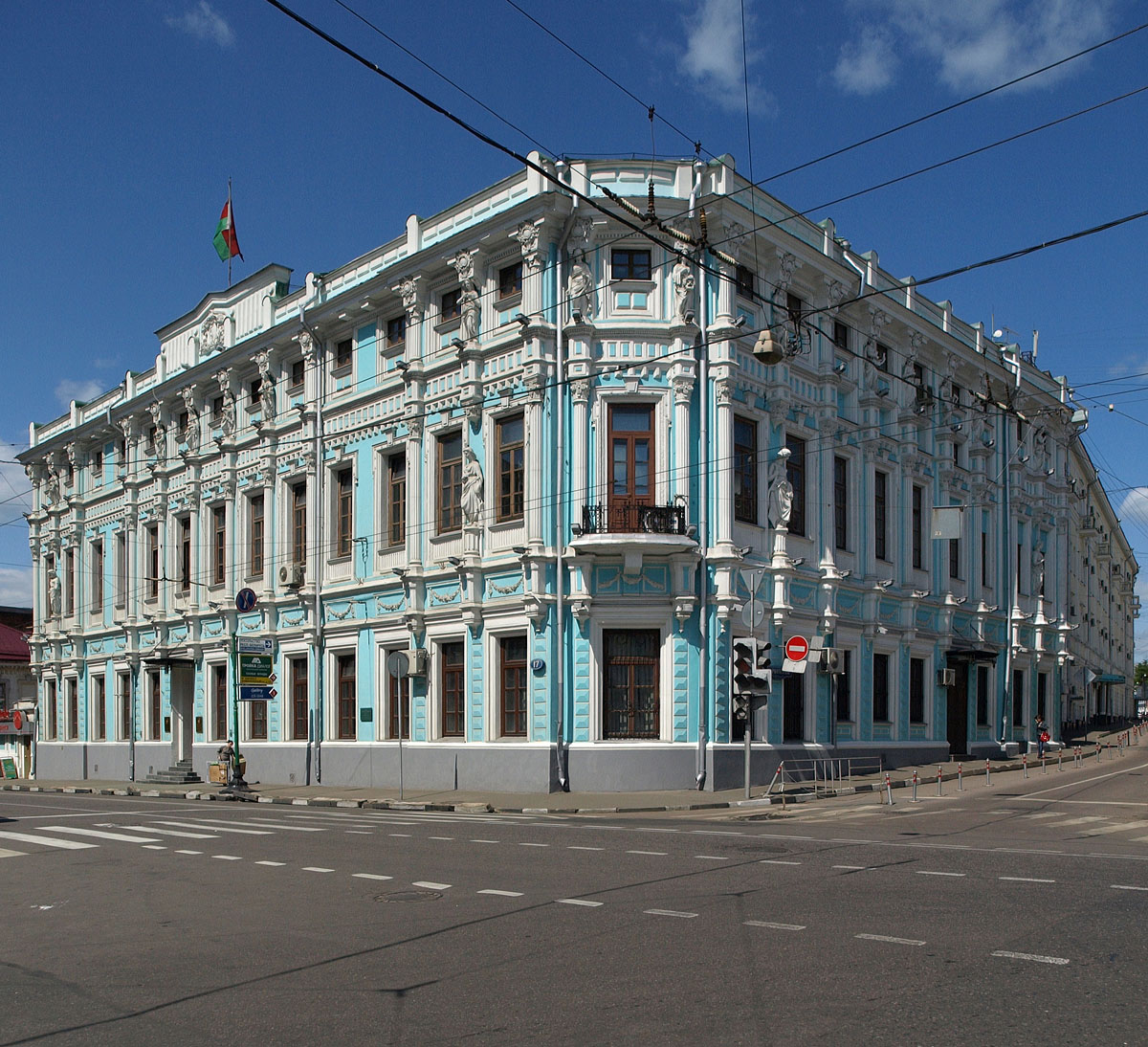
Belarussische Botschaft in Moskau

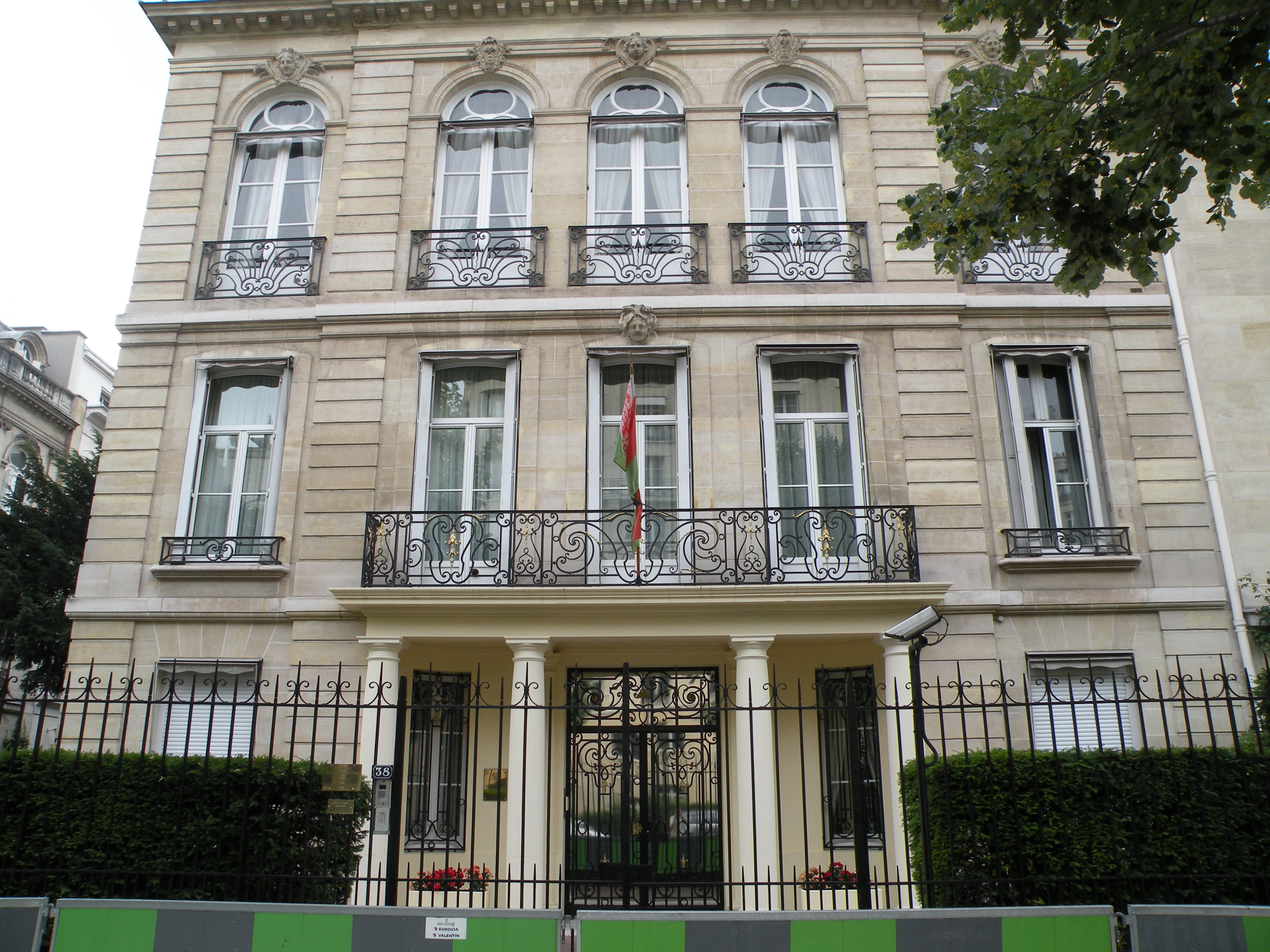
Belarussische Botschaft in Paris

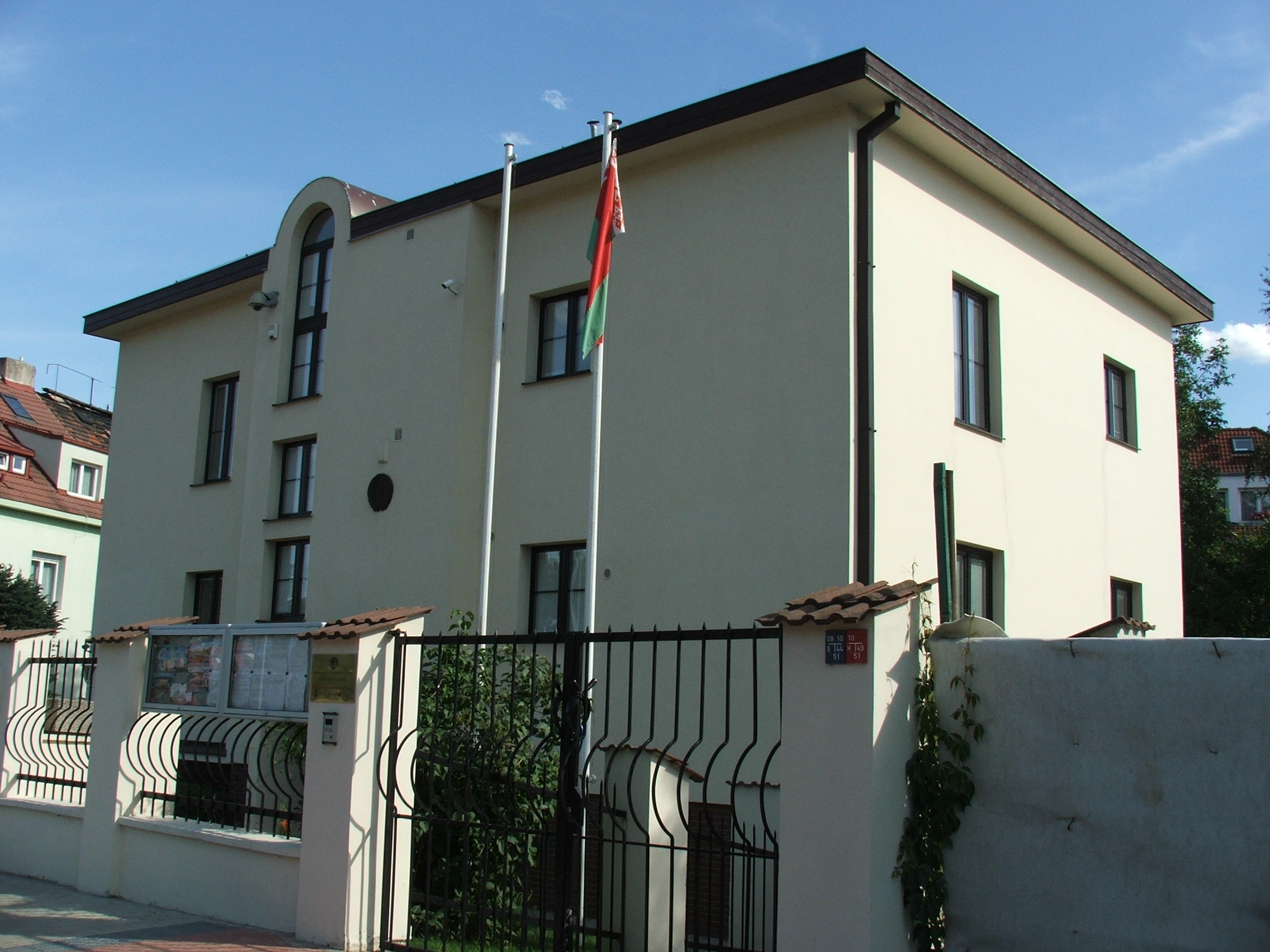
Belarussische Botschaft in Prag

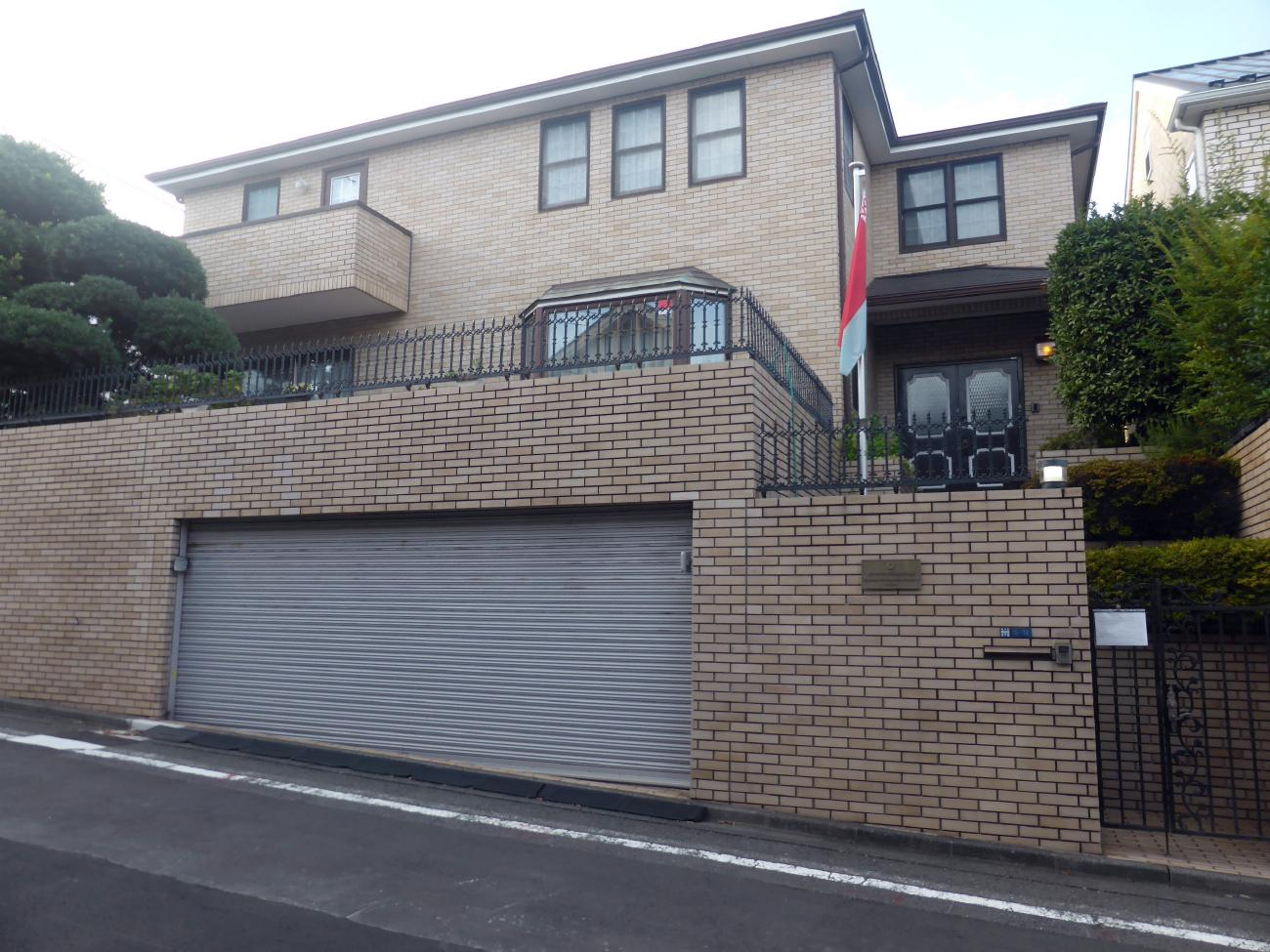
Belarussische Botschaft in Tokio

### Afrika
| - Ägypten: Kairo, Botschaft - Äthiopien: Addis Abeba, Botschaft | - Nigeria: Abuja, Botschaft - Südafrika: Pretoria, Botschaft |

### Asien
| - Armenien: Jerewan, Botschaft - Aserbaidschan: Baku, Botschaft - Volksrepublik China: Peking, Botschaft - Volksrepublik China: Shanghai, Generalkonsulat - Indien: Neu-Delhi, Botschaft - Indonesien: Jakarta, Botschaft - Iran: Teheran, Botschaft - Israel: Tel Aviv, Botschaft - Japan: Tokyo, Botschaft - Kasachstan: Astana, Botschaft | - Katar: Doha, Botschaft - Kirgisistan: Bischkek, Botschaft - Mongolei: Ulaanbaatar, Botschaft - Südkorea: Seoul, Botschaft - Syrien: Damaskus, Botschaft - Tadschikistan: Duschanbe, Botschaft - Turkmenistan: Aschgabat, Botschaft - Usbekistan: Taschkent, Botschaft - Vereinigte Arabische Emirate: Abu Dhabi, Botschaft - Vietnam: Hanoi, Botschaft |

### Europa
| - Belgien: Brüssel, Botschaft - Bulgarien: Sofia, Botschaft - Deutschland: Berlin, Botschaft - Deutschland: Bonn, Außenstelle der Botschaft - Deutschland: München, Generalkonsulat - Estland: Tallinn, Botschaft - Finnland: Helsinki, Botschaft - Frankreich: Paris, Botschaft - Georgien: Tiflis, Botschaft - Italien: Rom, Botschaft - Lettland: Riga, Botschaft - Lettland: Daugavpils, Generalkonsulat - Litauen: Vilnius, Botschaft - Moldau: Chișinău, Botschaft - Niederlande: Den Haag, Botschaft - Österreich: Wien, Botschaft - Polen: Warschau, Botschaft | - Polen: Białystok, Generalkonsulat - Polen: Danzig, Generalkonsulat - Polen: Biała Podlaska, Konsulat - Rumänien: Bukarest, Botschaft - Russland: Moskau, Botschaft - Schweiz: Bern, Botschaft - Serbien: Belgrad, Botschaft - Spanien: Madrid, Botschaft - Slowakei: Bratislava, Botschaft - Tschechien: Prag, Botschaft - Türkei: Ankara, Botschaft - Türkei: Istanbul, Generalkonsulat - Ukraine: Kiew, Botschaft - Ukraine: Odessa, Generalkonsulat - Ungarn: Budapest, Botschaft - Vereinigtes Königreich: London, Botschaft |

### Nordamerika
| - Kanada: Ottawa, Botschaft - Kuba: Havanna, Botschaft | - Vereinigte Staaten: Washington, D.C., Botschaft - Vereinigte Staaten: New York, Generalkonsulat |

### Südamerika
| - Argentinien: Buenos Aires, Botschaft - Brasilien: Brasília, Botschaft - Brasilien: Rio de Janeiro, Generalkonsulat | - Kolumbien: Bogotá, Botschaft - Venezuela: Caracas, Botschaft |

## Vertretungen bei internationalen Organisationen
- Europäische Union: Brüssel, Delegation
- Europarat: Straßburg, Delegation
- NATO: Brüssel, Delegation
- Vereinte Nationen: New York, Delegation
- Vereinte Nationen: Genf, Delegation
- Organisation für Sicherheit und Zusammenarbeit in Europa (OSZE): Wien, Delegation
- Organisation der Vereinten Nationen für Erziehung, Wissenschaft und Kultur (UNESCO): Paris, Delegation